# Otto Franke (Sinologe)

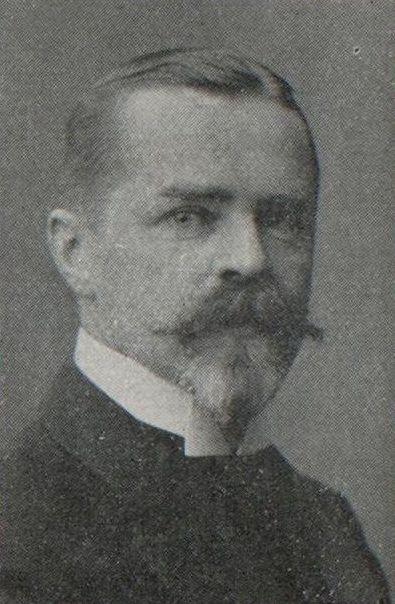
Otto Franke, um 1912

Alwin Wilhelm Otto Franke (chinesisch 奧托·福蘭閣 / 奥托·福兰阁, Pinyin Àotuō Fúlángé; * 27. September 1863 in Gernrode; † 5. August 1946 in Berlin) war ein deutscher Sinologe.

## Leben
Otto Franke wurde am 27. September 1863 in Gernrode (Harz) geboren. Sein Vater war der Bürgermeister von Gernrode. Franke studiert zuerst in Freiburg Geschichte und Linguistik. Nach seinem Wehrdienst begann er im Jahr 1884 ein weiteres Studium in Göttingen. Hier beschäftigte er sich im Schwerpunkt mit Sanskrit, Deutscher Geschichte und China. In seiner Zeit in Göttingen wurde er zudem Mitglied der schwarzen Verbindung Frisia (seit 1913 Burschenschaft Frisia Göttingen).
Franke war im Dienst des Deutschen Kaiserreiches zwischen 1888 und 1901 als Dolmetscher in Peking, Tianjin, Shanghai und Xiamen tätig, bevor er nach Deutschland zurückkehrte. Seit dem 1. Januar 1910 hatte er am Kolonialinstitut der Freien und Hansestadt Hamburg den ersten deutschen Lehrstuhl für „Sprachen und Geschichte Ostasiens“ inne. Von 1923 bis 1931 lehrte er als Professor für Sinologie an der Friedrich-Wilhelms-Universität in Berlin. Er machte sich vor allem durch sein fünfbändiges Werk über die chinesische Geschichte einen Namen. Dies war der erste groß angelegte Versuch einer deutschsprachigen Geschichte Chinas. 1923 wurde er als ordentliches Mitglied in die Preußische Akademie der Wissenschaften aufgenommen. 1935 wurde er zum auswärtigen Mitglied der Göttinger Akademie der Wissenschaften gewählt.
Sein Sohn war der Sinologe Wolfgang Franke. Ein weiterer Sohn, Ernst Otto (* 1899), fiel am 2. August 1916 bei Martinpuich (Nordfrankreich).
Im Quedlinburger Stadtteil Gernrode und Adlershof in Berlin ist eine Straße nach Otto Franke benannt.

## Werke (Auswahl)
- Ostasiatische Neubildungen; Beiträge zum Verständnis der politischen und kulturellen Entwicklungs-Vorgänge im Fernen Osten; mit einem Anhange: Die sinologischen Studien in Deutschland, Verlag C. Boysen, Hamburg 1911. (bei archive.org)
- Studien zur Geschichte des konfuzianischen Dogmas und der chinesischen Staatsreligion. Verlag Friedrichsen, Hamburg 1920. (bei archive.org; Nachdruck: Forgotten Books, 2018, ISBN 1-332-63337-4.)
- Die Großmächte in Ostasien von 1894 bis 1914, Verlag Georg Westermann, Braunschweig und Hamburg 1923. (OCLC 1330254)
- Geschichte des chinesischen Reiches, 5 Bände. Berlin 1932–1952 (Nachdruck: De Gruyter, 2001, ISBN 3-11-017034-5.)
- Erinnerungen aus zwei Welten: Randglossen zur eigenen Lebensgeschichte. De Gruyter, Berlin 1954. (Nachdruck: De Gruyter, 2014, ISBN 3-11-003180-9, doi:10.1515/9783110882094)
- „Sagt an, ihr fremden Lande …“. Ostasienreisen. Tagebücher und Fotografien (1888–1901). Herausgegeben von Renata Fu-Sheng Franke und Wolfgang Franke. Institut Monumenta Serica, Sankt Augustin 2009, ISBN 978-3-8050-0562-3.